# Lyman Beecher
Lyman Beecher (New Haven, 1775. október 12. – Brooklyn, 1863. január 10.) presbiteriánus lelkész, az Amerikai Temperance Society társalapítója es vezetője, valamint 13 gyermek édesapja, akik közül sokan ismert személyek, többek között Harriet Beecher Stowe, Henry Ward Beecher, Charles Beecher, Edward Beecher, Isabella Beecher Hooker, Cathrine Beecher, Thomas K. Beecher.

## Gyermek- és ifjúkora
Beecher a connecticuti New Havenben született David Beecher kovács és Esther Hawley Lyman gyermekeként. Miután édesanyja meghalt nem sokkal a születése után, nagybátyjára, Lot Bentonra lett bízva, aki saját fiaként fogadta be, és vele töltötte egész fiatalkorát a gazdaságban és a kovácsműhelyben. Hamarosan azonban kiderült, hogy a fiú más tanulmányokat folytatna. Először a Rev. Thomas W. Bray főiskolán tanult, majd tizennyolc évesen jelentkezett a Yale-re, ahol 1797-ben diplomázott le. 1798-at a Yale teológiai iskolájában töltötte Timothy Dwight gyámsága alatt. 1798 szeptemberében engedélyt kapott a New Haven West Egyesülettől a prédikálásra, valamint hogy papi teendőket lásson el a pulpituson keresztül egy református templomban, a Long Island-i East Hamptonban, ahova 1799-ig rendelték. Itt vette el első feleségét, Roxana Foote-ot. A fizetése évi 300 dollár volt, majd öt év után felemelkedett ez az összeg 400 dollárra, valamint kapott egy rozoga paplakot. Hogy gyér bevételüket kiegészítsék, a felesége nyitott egy magániskolát, ahol Beecher volt az oktató.

## Szolgálata
Beecher nagy népszerűségre tett szert 1806-ban, miután prédikált az Alexander Hamilton és Aaron Burr között lévő párbajra vonatkozóan. Mivel a fizetése egyáltalán nem volt elég arra, hogy növekvő családját támogassa, lemondott az East Hampton-i megbízásról, és 1810-ben a connecticuti Litchfield-be költözött, ahol a Kongregacionalista egyház lelkésze lett, és itt maradt 16 évig. Itt kezdett tanítani a kálvinizmusról. Megvásárolt egy Elijah Wadsworth által épített házat, ami egy nagy családról is gondoskodott.
A túlzott alkoholfogyasztás, ami "mértéktelenség"-ként volt ismert, aggodalomra adott okot New Englandben úgy, mint az Egyesült Államok többi részén. Az erős alkoholfogyasztás még a papság néhány hivatalos ülésén is előfordult, ezért Beecher eldöntötte, hogy szembeszáll ezzel a problémával. 1814-ben megtartott hat beszédet a mértéktelenségről, majd meg is jelentette azokat. Kiküldték szerte az Egyesült Államokba, sok kiadásban futott keresztül Anglián, és számos nyelvre lefordították az európai kontinensen, és még 50 évvel később is nagy számban kelt el belőle. 
Ezalatt Beecher lakóhelyén, Litchfieldben unitárius vita keletkezett, amiben Beechernek kiemelkedő szerepe volt. Ebben az időben Litschfieldben foglalt helyet egy híres jogi egyetem, illetve számos más oktatási intézmény, ahol Beecher (aki ekkor már teológiából doktorált) és felesége vállalta, hogy felügyeli több fiatal hölgy képzését, akik a családjukhoz érkeztek. De itt is gyérnek találta a fizetését, ami évi 800 dollár volt.
A gyors és kiterjedt disszidálása a kongregacionalista gyülekezeteknek Bostonban és annak környékén, ami William Ellery Channing vezetése alatt és mások szimpátiájával együtt, sokozgalmat és aggodalmat gerjesztett egész New Englandben, és 1826-ban Beechert hívták el a bostoni Hanover gyülekezetbe, ahol az unitarizmus ellen kezdett tanítani, ami akkortájt söpört végig azon a területen.
A vallásos publikum le lett nyűgözve a nagy nyugat növekvő fontosságával, egy teológiai szeminárium alakult Walnut Hills-ben, az Ohio-i Cincinnati közelében, ami a Lane Teológiai Szeminárium nevet kapta az egyik bőkezű támogatója után, aki nagy mennyiségű pénzt ígért, ha Beecher elfogadja az intézmény elnökségét, 1832-ben meg is tett. Az ő feladata az volt, hogy olyan szolgálókat képezzen, akik megnyerik a nyugatot a Protestantizmusnak. Az elnöksége mellett professzora volt az egyházi teológiának, illetve a cincinnati-i Második Református Egyház pásztora volt (ma ez a gyülekezet a Covenant Első Presbiteriánus Egyház). Lelkészként szolgált a Lane-i elnökségének első tíz évében is.
Beecher szintén ismert volt a katolicizmus-ellenességéről és nem sokkal a Cincinnati-be érkezés után megírta a hazai röpiratát "Kérés a nyugathoz" címmel. Ebben a témában írt prédikációját Bostonban, 1834-ben nem sokkal a katolikus Ursula nővérek kolostorának leégése követte.
Beecher Lane-i megbízatásának időszaka pont egy olyan korszakban volt, amikor számos égető kérdés, különösen a rabszolgaság, szakadással fenyegette a presbiteriánus egyházat, Ohio államát, valamint az egész nemzetet. Az 1830-as Francia forradalom, az Angliában lévő izgatottság a gyarmati rabszolgasága reformja és ellenzése miatt, valamint az amerikai bíróság büntetése azokra az állampolgárokra, akik meg merték támadni az amerikai zászló alatt végzett rabszolga kereskedelmet, az amerikai filantorpológusok figyelmét elkezdte az amerikai rabszolgaság rémtetteire fordítani, és egy eltörlő kezdeményezés jött létre 1833-ban Philadelphiában. Ennek elnöke, Arthur Trappan, akinek a bőkezű adománya helyezte Beechert a Lane-i Szemináriumra, továbbított a hallgatóknak egy hivatalos kiadást a kezdeményezésről, aminek következtében hamar vita bontakozott ki.
1834-ben a Lane-i diákok 18 egymást követő éjszakán keresztül megvitatták a rabszolgaság kérdését, és sokan közülük úgy döntöttek, hogy az eltörlés mellett állnak ki. A diákok közül sokan jöttek délről, akik erőfeszítéseket tettek, hogy leállítsák a vitákat és az üléseket. Rabszolgatartók érkeztek Kentucky-ból, akik a tömegeket erőszakos megmozdulásokra buzdították, így Beecher hetekig úgy élt, hogy nem tudta, mikor fogja lerohanni a fellázadt tömeg szemináriumot, illetve a professzorok házait. Beecher távolléte alatt a kurátorok bizottsága beavatkozott a dolgokba, és lenyugtatták az izgalmat a lázongókban úgy, hogy megtiltottak minden további vitát a rabszolgaság kérdésében a szemináriumon, majd a diákok is visszavontak mindent. Beecher szintén ellenezte a radikális eltörlést, és nem volt hajlandó helyet biztosítani afrikai-amerikaiaknak az osztályokban. Egy csoport, ami 50 olyan diákból állt (akik úgy voltak ismertek, mint a Lane-i lázadók), akik elhagyták a szemináriumot és az Oberlin College-ra mentek. Az események felrázták a növekvő nemzeti vitát az eltörlésről, és ez vezetett a Polgárháború kezdetéhez.
Bár pályája korábbi szakaszában ellenezte őket, Beechert fűtötte a vita az evangélisták "új intézkedéseinek" támogatásával kapcsolatában, ami teljesen szembement a hagyományos kálvinista felfogással. Az új intézkedések abban az időben teljes zűrzavart hoztak a gyülekezetekben, szerte Amerikában. A korábbi lelkész, Joshua Lacy Wilson, az Első Presbiteriánusok lelkésze Beechert eretnekséggel vádolta meg 1835-ben.
A tárgyalás Beecher saját templomában zajlott, és Beecher védekezett, mialatt a szeminárium gondjai is őt terhelték, valamint a gyülekezeté, és a feleségéé, aki otthon a halálos ágyán volt. A bíróság végül felmentette, és, bár volt fellebbezés az általános zsinat előtt, újra fel lett mentve, de vita alakult ki amiatt, ahogyan utána kettévált a presbiteriánus egyház. Beecher aktívan részt vett a teológiai vitákban, amik ahhoz vezettek, hogy kivált egy rész a Presbiteriánus gyülekezet általános gyűlésből 1837-8-ban, Beecher pedig kitartott az új iskolai ág mellett.
A rabszolgaságról szóló viták után Beecher és egyik kollégája, Stowe úgy döntöttek, hogy megpróbálják újraéleszteni a szemináriumot, de végül felhagytak vele. Életük nagy projektje vereséget szenvedett, ezért visszatértek keletre, ahol Beecher a fiához, Henryhez költözött Brooklynba, 1852-ben. Annak szentelte életét, hogy átírja és újra kiadja műveit. Szellemi ereje viszont hanyatlásnak indult annak ellenére, hogy fizikailag még mindig jó állapotban volt. 80 éves korában agyvérzés következtében megbénult, és ezután szellemi ereje csak alkalmanként nyilvánult meg. Miután az utolsó éveit gyerekeivel töltötte, Brooklynban halt meg, és a Grove Street Temetőben temették el, a connecticuti New Havenben.
Beecher közismerten szórakozott volt, és miután mindig fel volt tüzelve a prédikálás izgalmától, megszokott volt, hogy értelmét az "Alud Lang Syne" hegedűn játszásával nyugtatta meg, vagy "double shufflet" táncolt a szalonjában. 
A Harriet Beecher Stowe Ház valójában Lyman Beecher háza volt, eredetileg pedig a Lane Teológiai Szeminárium egykori épületeként működött. A ház Cincinnatiben, Ohioban található. Harriet innen ment férjhez. A ház nyitva áll a látogatók előtt. Gyakorlatilag kulturális és történelmi helyszínként működik, ami Harriet Beecher Stowe életét, a Lane Teológiai Szemináriumot és a "Földalatti vasút" mozgalmat hivatott bemutatni, valamint az afro-amerikai történelmet. A Harriet Beecher Stowe Ház címe: Ohio állam, Cincinnati, Gilbert Avenue 2950.

## Munkássága
Beecher nagy számú nyomtatott prédikáció és beszéd szerzője. Kiadott munkái: Remedy for Duelling (New York, 1809), Plea for the West, Six Sermons on Temperance, Sermons on Various Occasions (1842), Views in Theology, Skepticism, Lectures on Various Occasions, Political Atheism. A legértékesebbnek ítélt műveiből pedig gyűjteményt készített (Boston, 1852, 3 kötetben).

## Magánélete
1799-ben Beecher feleségül vette Roxana Foote-ot, Eli és Roxana (Ward) Foote lányát. Összesen kilenc gyermekük született: Catharine E., William, Edward, Mary, Tommy, George, Harriet Elizabeth, Henry Ward és Charles. 1816. szeptember 13-án Roxana meghalt. Beecher a következő évben feleségül vette Harriet Portert, és született még négy gyermeke: Frederick C., Isabella Holmes, Thomas Kinnicut és James Chaplin. Harriet halála után (1835. július 7.) elvette Lydia Bealst (1789. szeptember 17. – 1869), Samuel Beals lányát, aki korábban Joseph Jackson (1779. december 10. – 1833) felesége volt. Több gyermeke már nem született.

## Fordítás
- Ez a szócikk részben vagy egészben  a   Lyman Beecher című angol Wikipédia-szócikk ezen változatának fordításán alapul.  Az eredeti cikk szerkesztőit annak laptörténete sorolja fel. Ez a jelzés csupán a megfogalmazás eredetét és a szerzői jogokat jelzi, nem szolgál a cikkben szereplő információk forrásmegjelöléseként.